# Tamás Szalai (kayak)
Tamás Szalai (Budapest, 4 febbraio 1988) è un canoista ungherese.
Ai campionati europei del 2010 ha vinto l'oro nel K1 e il bronzo nel K4.
Ha inoltre vinto il titolo nel K2 ai I Giochi europei di Baku 2015.